# Mattiastrum emiri
Mattiastrum emiri là loài thực vật có hoa trong họ Mồ hôi. Loài này được (Popov) Czerep. mô tả khoa học đầu tiên năm 1981.